# Macédon
Macédon est une divinité mineure de l'antiquité grecque.
Dans la religion grecque, Macédon a le loup pour animal sacré.
Son apparition est mentionnée en Égypte après la conquête d'Alexandre le Grand, durant la dynastie des Ptolémées.
Dans la mythologie, il est associé à différents couples de parents et a lui-même, selon les cas, des fils différents, qui sont eux-mêmes des fondateurs de villes (oikiste) ou des héros éponymes[réf. nécessaire].
Diodore de Sicile rapporte que Macédon et Anubis, les deux fils d'Osiris, avaient des vertus différentes et chacun d'eux utilisait une arme remarquable : un animal correspondant à sa nature. Il est aujourd'hui supposé que sous l'influence grecque, une fusion se fait à l'époque entre Macédon et Oupouaout, dieu égyptien à tête de loup, frère d'Anubis à tête de chien et fils d'Osiris, tel que décrit dans certains textes des cercueils.

## Alchimie
« Lorsqu'elle est représentée en Anubis, avec une tête de chien, on désigne la matière philosophique sous son aspect le plus stable et le plus fixe ; quand on la représente en Macédon à tête de loup, c’est son aspect le plus volatil ».
« Ces deux animaux, le chien et le loup, représentent donc hiéroglyphiquement deux aspects d’une même chose ou d’une même substance, dont l’une est plus traitable et l’autre plus féroce ».

## Avatar
Dans le pseudo-Apollodore, Macédon est également le nom d'un des cinquante fils de Lycaon, changé par Zeus en loup avec ses frères, pour lui avoir servi à manger de la chair humaine.